# Kabone
Kabone fou una ciutat del Senegal que fou capital de l'antic regne de Saloum.
El 1861 es va produir una nova incursió militar francesa contra els regnes de Sine i Saloum. Tropes procedents de Gorée, van remuntar l'estuari del Saloum i van ocupar per sorpresa la capital, Kabone, on es van fer 300 presoners entre els quals tota la família reial. Saloum va reconèixer el protectorat francès i va pagar una indemnització.